# جيري دويل (سياسي)
جيري دويل هو سياسي كندي، ولد في 1 أغسطس 1941 في روجرسفيل في كندا. حزبياً، نشط في Alberta New Democratic Party ‏. وقد انتخب عضو الجمعية التشريعية ألبرتا.